# Tư duy hệ thống
Tư duy hệ thống là quan điểm nhìn nhận thế giới khách quan trong một thể thống nhất không thể tách rời, mà ở đó tất cả các đơn vị, yếu tố cấu thành, các hiện tượng cơ bản sinh ra từ chúng đều có mối liên hệ, tác động quan lại với nhau trong cái tổng thể.
Tư duy hệ thống là tư duy môi trường – bối cảnh (environmental thinking, contextual thinking), tư duy toàn thể (holistic thinking) để nhìn nhận thấu đáo một sự vật dựa trên  sự thấu hiểu các mối liên hệ tồn tại giữa các hiện tượng, giữa sự vật với môi trường xung quanh thay vì chỉ chú tâm vào chi tiết của sự vật đó. Tư duy hệ thống là tư duy mạng lưới (network thinking), được tập trung vào mối quan hệ giữa các sự vật hơn là từng vật thể riêng lẻ, khuyến khích tương tác linh động giữa các cấp bậc thuộc cùng hệ thống. Tư duy hệ thống được nhìn nhận, đánh giá theo tiến trình, hay tư duy tiến trình (process thinking) vì để thay đổi kết quả, trước tiên cần phải thay đổi tiến trình dẫn đến kết quả. Bên cạnh đó, tư duy hệ thống còn là tư duy hồi quy (backward thinking), việc  kiểm tra giả thuyết, đặt ra câu hỏi hồi tiếp để đi đến tận cùng vấn đề, đây là công cụ bổ túc cho dự đoán (foresight). 

## Thành phần của tư duy hệ thống
Các thành phần của tư duy hệ thống gồm có:  
- Tư duy tương quan: tư duy được tiếp cận theo cấu trúc hệ thống, tương quan.
- Tư duy động: tư duy theo các tiến trình động.
- Tư duy theo mô hình: mô hình hoá.
- Chỉ đạo hệ thống.

## Đặc điểm
Tư duy hệ thống có đặc điểm cơ bản là: cách nhìn tổng thể, có tính đa chiều và tính có mục tiêu. Trong đó, đặc điểm chủ yếu của tư duy hệ thống là ở cách nhìn toàn thể và do cách nhìn toàn thể mà thấy được những thuộc tính hợp trội của hệ thống. Tính có mục tiêu là một đặc điểm rất quan trong các hệ thống phức tạp. Tính đa chiều (multidimensionality) là đa thứ nguyên, là một đặc điểm cốt yếu của tư duy hệ thống.